# Perkele
Perkele (finska: [ˈperkele], uttalas med spetsigt e, rullande r och alla vokaler korta, så här: [ˈperkele] (fil)) antas ha varit ett binamn för Ukko i den finska mytologin Kalevala, men blev genom kristendomen ett finskt namn för Djävulen och är numera en av de vanligaste finska svordomarna.
Ordet torde stamma från finsk folklore som senare togs in som litauiska perkunas  eller lettiska perkons som hade att göra med deras åskgud. Det anses också att det ursprungligen i den finska mytologin var ett sidonamn på huvudguden Ukko men att tidiga kristna influenser felaktigt översatte djävulen till Perkele, möjligen med andemeningen att hedniska gudar var ett verk av Hin Håle.
Perkele är en av de mest använda svordomarna i finskan och det finns många anekdoter om det. Bland annat beskrev en ledande statsman i det finska storfurstendömet, Lars Gabriel von Haartman, hela det finska språket som la langue du perkele. Tyska soldater på kommendering i Finland under andra världskriget lär ha trott att "perkele" betydde "häst" eftersom kuskar för det mesta tilltalade sina hästar med det.[källa behövs] Ett vanligt uttryck från modern tid är management by Perkele som halvt på skämt beskriver en del finska företagsledares ganska sturiga sätt att administrera verksamheten.[källa behövs] Begreppet "perkele" har alltså nuförtiden också fått ungefär samma betydelse som sisu, med lite emfas, dvs. på svenska att man har "jävlaranamma". Men likväl används ordet fortfarande främst som en svordom.